# Valdevacas de Montejo
Valdevacas de Montejo is een gemeente in de Spaanse provincie Segovia in de regio Castilië en León met een oppervlakte van 17,53 km². Valdevacas de Montejo telt 30 inwoners (1 januari 2016).

## Demografische ontwikkeling
Bron: INE, 1857-2011: volkstellingen